# Challenger de Cagliari 2023
El torneo Sardegna Open 2023, fue un torneo de tenis perteneció al ATP Challenger Tour 2023 en la categoría Challenger 175. Se trató de la 3ª edición; el torneo tuvo lugar en la ciudad de Cagliari (Italia), desde el 1 hasta el 7 de mayo de 2023 sobre pista de tierra batida al aire libre.

## Jugadores participantes del cuadro de individuales
| Favorito | País                      | Jugador            | Rank1 | Posición en el torneo |
| -------- | ------------------------- | ------------------ | ----- | --------------------- |
| 1        | Bandera de Japón          | Yoshihito Nishioka | 34    | Segunda ronda         |
| 2        | Bandera de Estados Unidos | Ben Shelton        | 38    | Semifinales           |
| 3        | Bandera de Estados Unidos | Mackenzie McDonald | 54    | Segunda ronda         |
| 4        | Bandera de Serbia         | Laslo Djere        | 70    | FINAL                 |
| 5        | Bandera de Argentina      | Diego Schwartzman  | 72    | Primera ronda         |
| 6        | Bandera de Francia        | Ugo Humbert        | 77    | CAMPEÓN               |
| 7        | Bandera de Italia         | Marco Cecchinato   | 85    | Baja                  |
| 8        | Bandera de Brasil         | Thiago Monteiro    | 97    | Primera ronda, retiro |

- 1 Se ha tomado en cuenta el ranking del 24 de abril de 2023.

### Otros participantes
Los siguientes jugadores recibieron una invitación (wild card), por lo tanto ingresan directamente al cuadro principal (WC):
- Flavio Cobolli
- Francesco Maestrelli
- Andrea Vavassori

Los siguientes jugadores ingresan al cuadro principal tras disputar el cuadro clasificatorio (Q):
- Steven Diez
- Alessandro Giannessi
- Gianluca Mager
- Stefano Travaglia

## Campeones

### Individual Masculino
- Ugo Humbert derrotó en la final a  Laslo Djere, 4–6, 7–5, 6–4

### Dobles Masculino
- Alexander Erler /  Lucas Miedler derrotaron en la final a  Máximo González /  Andrés Molteni, 7–6(6), 6–3